# Selenops aissus
Selenops aissus is een spinnensoort in de taxonomische indeling van de Selenopidae.
Het dier komt voor in de noordelijke Caraïben en in de Florida Keys.
Het dier behoort tot het geslacht Selenops. De wetenschappelijke naam van de soort werd voor het eerst geldig gepubliceerd in 1837 door Walckenaer.